# Lander Euba
Lander Euba Ziarrusta (Guernica, 15 de octubre de 1977) es un exciclista español, profesional entre los años 2002 y 2004.

## Trayectoria
Debutó como profesional en 2002 con el equipo Euskaltel-Euskadi, en el que permaneció sus dos primeros años, logrando una única victoria profesional.
La temporada 2004 la completó con el equipo Paternina-Costa de Almería.

## Palmarés
2003
- 1 etapa del GP Torres Vedras-Trofeo Joaquim Agostinho.[2]

## Equipos
- Euskaltel-Euskadi (2002-2003)
- Paternina-Costa de Almería (2004)